# Pachydiplax longipennis
Genre
Espèce
Le Pachydiplax (Pachydiplax longipennis) est une espèce d'odonates faisant partie de la famille des Libellulidae dans le sous-ordre des anisoptères. C'est la seule espère du genre Pachydiplax (monotypique). L'espèce est présente sur l'ensemble des États continentales des États-Unis à l'exception du Montana, Dakota du Nord et du Wyoming. Au Canada, elle est mentionnée dans les provinces de la Colombie-Britannique, de l'Alberta, du Manitoba, de l'Ontario, du Nouveau-Brunswick  et dans celle du Québec.

## Description
Pachydiplax longipennis est une petite libellule qui mesure de 44 à 50 mm d'envergure. Les ailes antérieures et postérieures sont transparentes avec une tache enfumée à leur base. Le mâle mature arbore une coloration bleue pruineuse dans le haut de son thorax et sur son abdomen. Le thorax est brun avec des bandes thoraciques jaunes. La femelle mature et les immatures des deux sexes possèdent une coloration du thorax semblable à celle du mâle. Par contre, l'abdomen de ceux-ci est brun foncé avec une série de taches longitudinales jaunâtres .

## Habitat
Le Pachydiplax se retrouve dans les étangs, les marais, les marécages, en bordure de lac ou les rivières à faible courant . C'est une espèce qui semble préférer les milieux ayant une végétation flottante et dense. Un habitat peu profond, stagnant et pauvre en oxygène serait idéal pour le développement des larves.

## Comportement
Le mâle Pachydiplax est très territorial. Il peut être considéré comme un anisoptère agressif et n'hésite pas à chasser d'autres espèces de libellules avec détermination. Un individu peut capturer environ 300 proies d’insectes par jour .

## Galerie

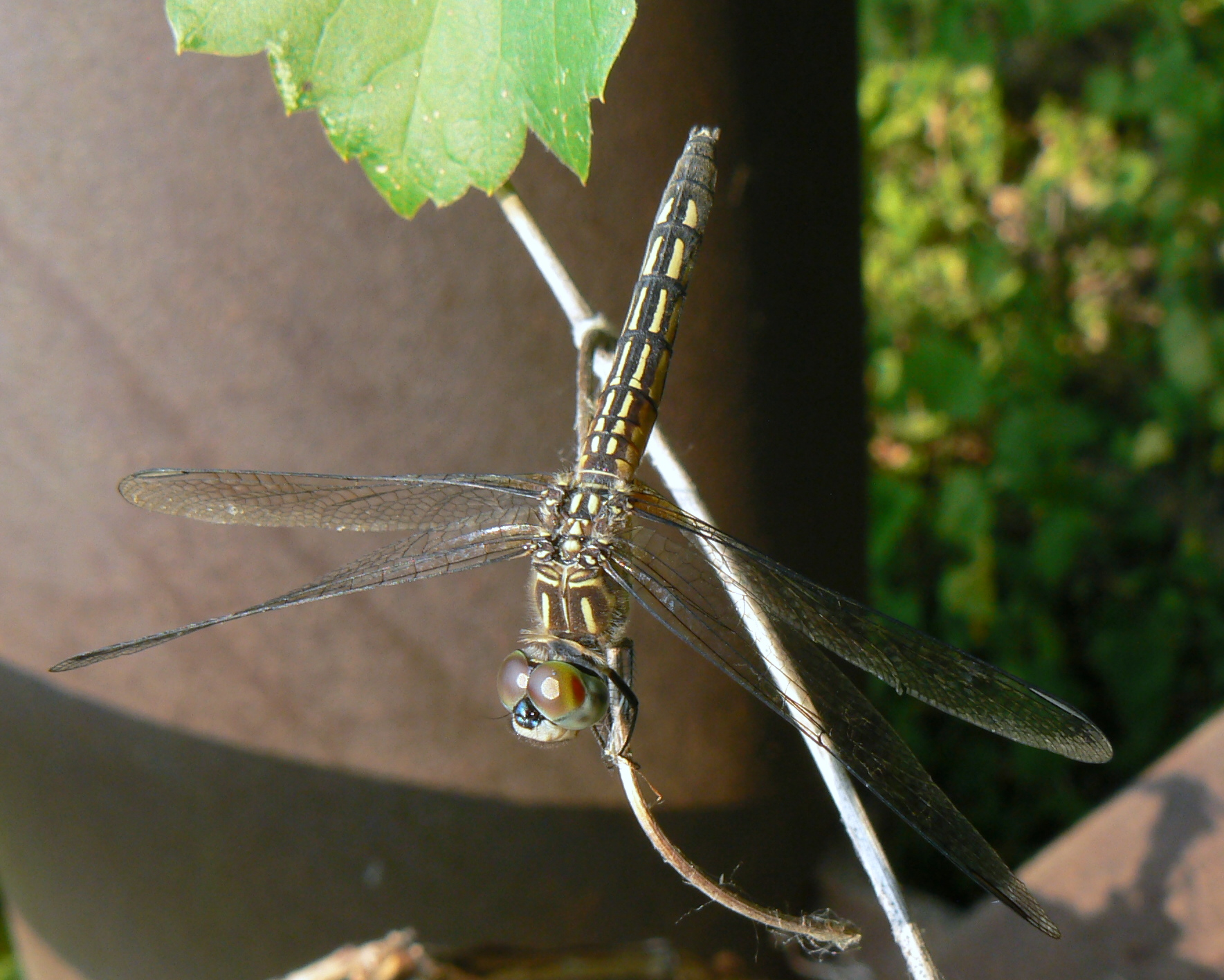
Femelle
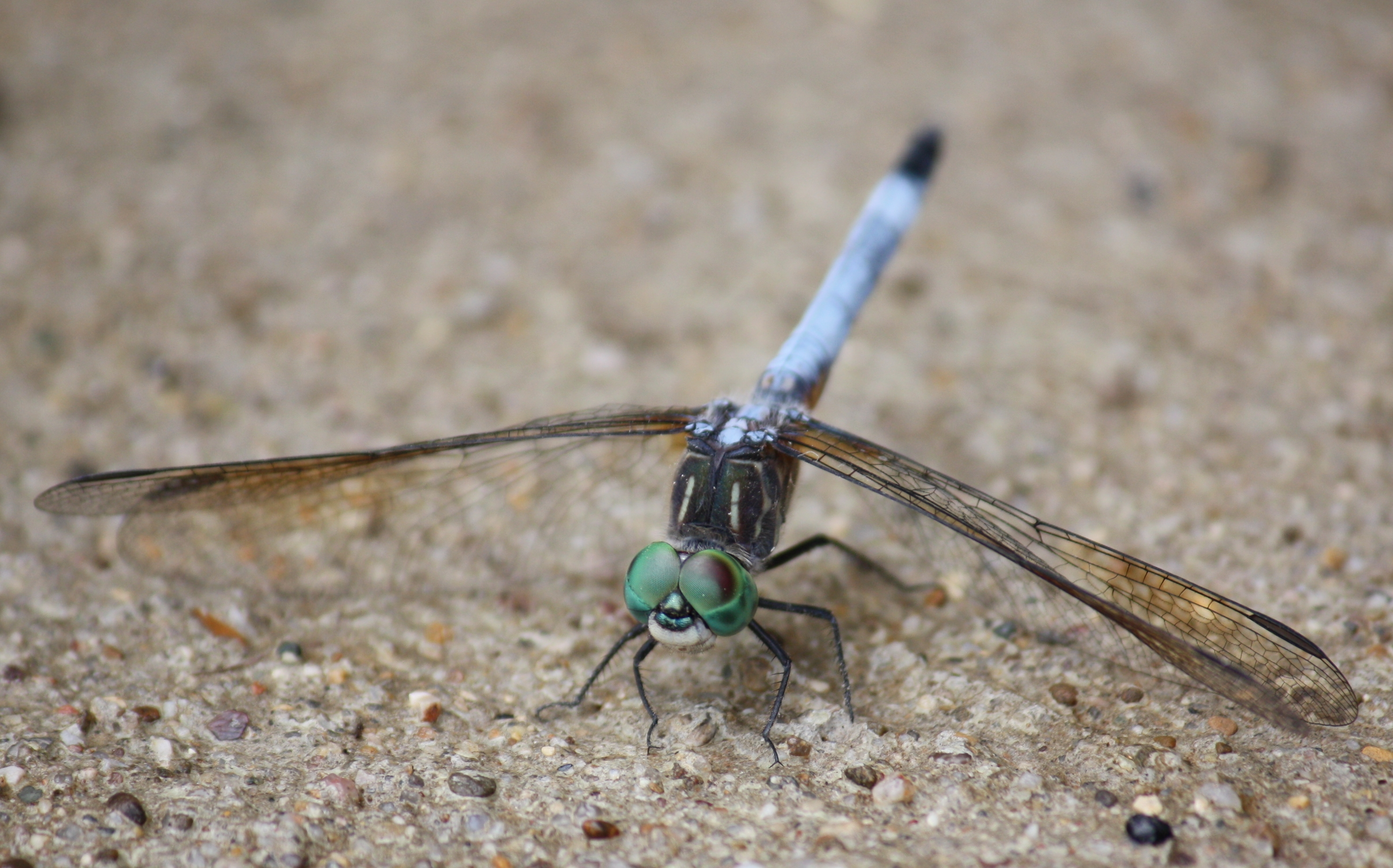
Mâle
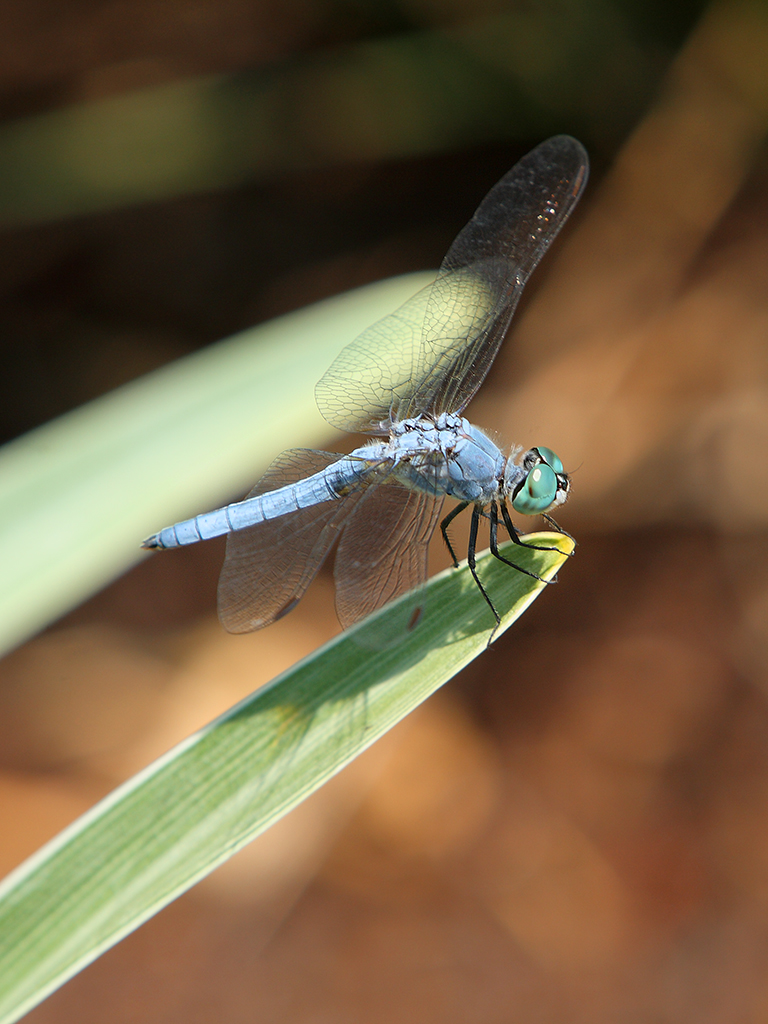
Mâle